# Spilarctia procedra
Spilarctia procedra là một loài bướm đêm thuộc phân họ Arctiinae, họ Erebidae.